# Michael Edwards
Michael „Eddie” Edwards, becenevén: Eddie, a sas (Cheltenham, Anglia, 1963. december 5. –) brit síugró és síelő. Az első brit síugró, aki 1929 óta téli olimpiára próbálta kvalifikálni magát az 1988. évi téli olimpiai játékokra való felkészülés során. Sikerült kijutnia a Calgaryban rendezett játékokra, ahol normálsáncon és nagysáncon is az utolsó helyen végzett, de ugrásaival új brit rekordot állított fel síugrásban. Eredménytelensége ellenére az olimpián közönségkedvenc lett, ami lelkesedése mellett annak is köszönhető, hogy támogatás nélkül, önerőből kvalifikálta magát a játékokra. 2016-ban életrajzi film készült róla Eddie, a sas címmel, ahol Taron Egerton alakította őt. A filmben fiktív karakterként Hugh Jackman is feltűnik, mint Eddie edzője, Bronson Peary.

## Háttere
Edwards Cheltenhamben, Gloucestershire megyében született. Szülei Michaelnek vagy Mike-nak szólították, barátai azonban Eddie-nek becézték, vezetékneve miatt. Lesiklásban tehetséges volt, esélyes volt rá, hogy bekerüljön az 1984-es téli olimpiára készülő brit csapatba, de végül nem jutott ki. Annak érdekében, hogy növelje kvalifikációs esélyeit az 1988-as téli játékokra, Lake Placidbe költözött, hogy jobb körülmények között edzhessen és nívósabb versenyeken vehessen részt, de anyagi nehézségei folyamatosan akadályozták. Végül úgy döntött, áttér a síugrásra, a kisebb felkészülési költségek és a jobb olimpiai esélyek reményében, hiszen ekkoriban nem volt másik brit síugró, akivel versengenie kellett volna a kijutásért.
A síugrást John Viscome és Chuck Berghorn korábbi síelők felügyelete alatt kezdte el Lake Placidben. Anyagi nehézségei miatt Berghorn felszerelését használta, de hat pár zoknit kellett viselnie, hogy lábai ne csússzanak ki a síbakancsból. Emellett súlya is hátráltatta, körülbelül 82 kg volt, 9 kg-mal nehezebb, mint a második legnehezebb síugró, valamint rossz látása miatt vastag szemüveget viselt, mely a síszemüveg alatt könnyedén bepárásodott nagy magasságokban.
Edwards éppen vakolóként dolgozott és jobb szálláshely híján ideiglenesen egy finn elmegyógyintézetben lakott, amikor értesítették, hogy elindulhat a Calgaryban rendezett téli olimpián. Először az 1987-es világbajnokságon képviselte hivatalosan Nagy-Britanniát síugróként világversenyen, ahol a világranglista 55. helyére került. Ezzel az eredménnyel vívta ki az indulási jogot az 1988-as téli olimpián.

## Az 1988-as téli olimpia
Az olimpián Edwards normálsáncon (70 m) és nagysáncon (90 m) is indult, mindkét számban utolsóként végzett. Normálsáncon két 55 m-es ugrásával 69,2 pontot ért el, míg az utolsó előttiként végzett spanyol Bernat Sole Pujol 140,4 pontot ért el, egy 71 és egy 68,5 m-es ugrással. Az aranyérmes finn Matti Nykänen 229,1 ponttal végzett az élen, egy 89,5 és egy 90 m-es ugrás után. Nagysáncon Edwards 57,5 ponttal lett utolsó, 71 és 67 m-t ugorva, az utolsó előtti kanadai Todd Gilman 110,8 pontot gyűjtött, 96 és 86,5 m-es ugrásai után. Itt is Nykänen végzett az élen, 224 ponttal, 118,5, valamint 107 m-es ugrásokkal.
A sajtó a kezdetektől fogva felnagyította a vele kapcsolatos történeteket és gyakran hamis dolgokat állított róla. "Azt mondták, félek a magasságoktól, pedig akkoriban naponta hatvanszor ugrottam. Erre biztosan nem lenne képes valaki, aki fél a magasban." - mondta később Edwards.
Esélytelensége és sikertelensége miatt sok ember megkedvelte világszerte. Azonnal híresség lett belőle és számos tévéműsorba meghívták, a The Tonight Show-ban például még az olimpia alatt szerepelhetett. A sajtó az "Eddie, a sas" mellett a Mr. Magoo becenevet is ráragasztotta, egy rajzfilmszereplő után, aki Edwardshoz hasonlóan rövidlátó volt és gyakran üldözte a balszerencse, egy olasz újságíró pedig "síesőnek" nevezte rövid ugrásai miatt. Bár a média gyakran viccelt vele, csodálói azt mondták, ő testesíti meg az olimpia valódi szellemét, egy amatőr sportolóként, aki saját magához mérten próbálta a legjobbat kihozni magából, nem törődve az esélyekkel.
Az Edwards iránt mutatott élénk érdeklődést néhány síugró szervezet szégyenként élte meg a sportágra nézve, ezért feljebb vitték az olimpiai kvalifikációs határokat, így ma már szinte lehetetlen "Eddie, a sas" példáját követve kijutni egy téli olimpiára.
Záróbeszédében a rendezőbizottság elnöke, Frank King külön kiemelte Edwardsot: "Néhányan önök közül világrekordot döntöttek, új személyes csúcsokat állítottak fel, néhányan pedig úgy szárnyaltak, mint a sas." - mondta.

## Az "Eddie, a sas" szabály
Az Edwards-jelenségre válaszul a Nemzetközi Olimpiai Bizottság 1990-ben új szabályt hozott, mely az "Eddie, a sas" szabályként híresült el. Ennek értelmében minden sportolónak, aki részt szeretne venni az olimpiai játékokon, a nemzetközi eseményeken a résztvevők számától függően vagy a legjobb 50 között, vagy a felső 30%-ban kell végeznie.
A szabálymódosítás eredményeként Edwards nem jutott ki sem az 1992-es, sem az 1994-es téli olimpiára. Később egy kis brit légitársaság, az Eagle Airlines öt évre szóló szponzori szerződést kötött vele és segítette felkészülését az 1998-as téli olimpiára, de oda sem sikerült kijutnia.

## Visszatérése Calgaryba
2008. február 13-án Edwards visszatért Calgary-ba, ahol az 1988-as téli olimpia 20. évfordulóját ünnepelték. A Kanadai Olimpiai Parkban lesiklott a síugrók sebességét szimuláló drótkötélpályán a jamaicai bobcsapat egy tagjával, majd egy síelői csapatot vezetve lesiklott a hegyoldalon, olimpiai lánggal a kezében.

## Fáklyavivő
Edwards a 2010-es téli olimpia egyik fáklyavivője volt, 2010. január 7-én, Winnipegben futott az olimpiai lánggal.

## Kreatív munkái
Kiadott egy könyvet, On the Piste címmel, mely saját történetét dolgozza fel. Bár nem tud finnül, két finn dalt is felénekelt, "Mun nimeni on Eetu" (A nevem Eetu), illetve "Eddien Sivellä" (Eddie szárnyán) címmel. Mindkét dalt a finn művész, Irwin Goodman írta a számára.

## Médiasikerei
Edwards az olimpiai szereplése után gyakori szereplő lett a médiában, az interjúk mellett több reklámfilmben is feltűnt, esetenként tízezer fontos órabérért dolgozva. 1992-ben mégis csődöt jelentett, állítása szerint azért, mert a bevételei kezelésére létrehozott vagyonkezelői alap nem megfelelően működött.. 2003-ban jogi diplomát szerzett a leicesteri De Montfort Egyetemen. "Azóta foglalkoztat a jog, hogy tíz évvel ezelőtt polgári peres eljárást indítottam a vagyonkezelőim ellen." – mondta egy 2001-es interjúban. Edwards azóta is gyakran feltűnik a médiában, sportműsorokban, vetélkedőkben és talkshow-kban egyaránt.

## Életrajzi filmje
2007 óta tervben volt, hogy Edwardsról életrajzi film készüljön. Először az ír rendező, Declan Lowney próbált meg elindítani egy ilyen projektet. A főszerepet Steve Coogan játszotta volna. Edwards elégedett volt a választással, bár viccesen megjegyezte, hogy Brad Pittnek vagy Tom Cruise-nak jobban örült volna. 2009-ben Lowney bejelentette, hogy inkább Rupert Grintet választaná főszereplőnek, aki el is kezdené a munkát a Harry Potter és a Halál ereklyéi 1. és a Harry Potter és a Halál ereklyéi 2. forgatásának befejezése után, de ez a terv végül meghiúsult.
Végül 2016 elején jelent meg az Edwards életéről szóló, Eddie, a sas című film, melyet Dexter Fletcher rendezett, Taron Egerton főszereplésével.

## Külső hivatkozások
- Hivatalos weboldala